# Seminariet, Uppsala
Seminariet eller Seminariehuset är en byggnad i Uppsala. Byggnaden är belägen i Seminarieparken i Luthagen och var tidigare säte för Utbildningsvetenskapliga fakulteten vid Uppsala universitet. 
1914 påbörjades uppförandet av den nya skolbyggnaden med nationalromantiska stilideal. Byggnaden invigdes den 29 mars 1917 och är byggd i brunrött tegel enligt ritningar av Axel Lindegren, med omväxlande stora och små spröjsade fönster som ger ett stort ljusinsläpp i de lokaler som sedan byggnadens uppförande var ämnade för undervisning av blivande lärare. Fasadteglet kom från S:t Eriks lervarufabrik i Uppsala. Byggnaden har en markerad gråstensgrund och högt takfall.
Idag används byggnadens lokaler av Folktandvården och Uppsala Musikklasser.

## Bilder

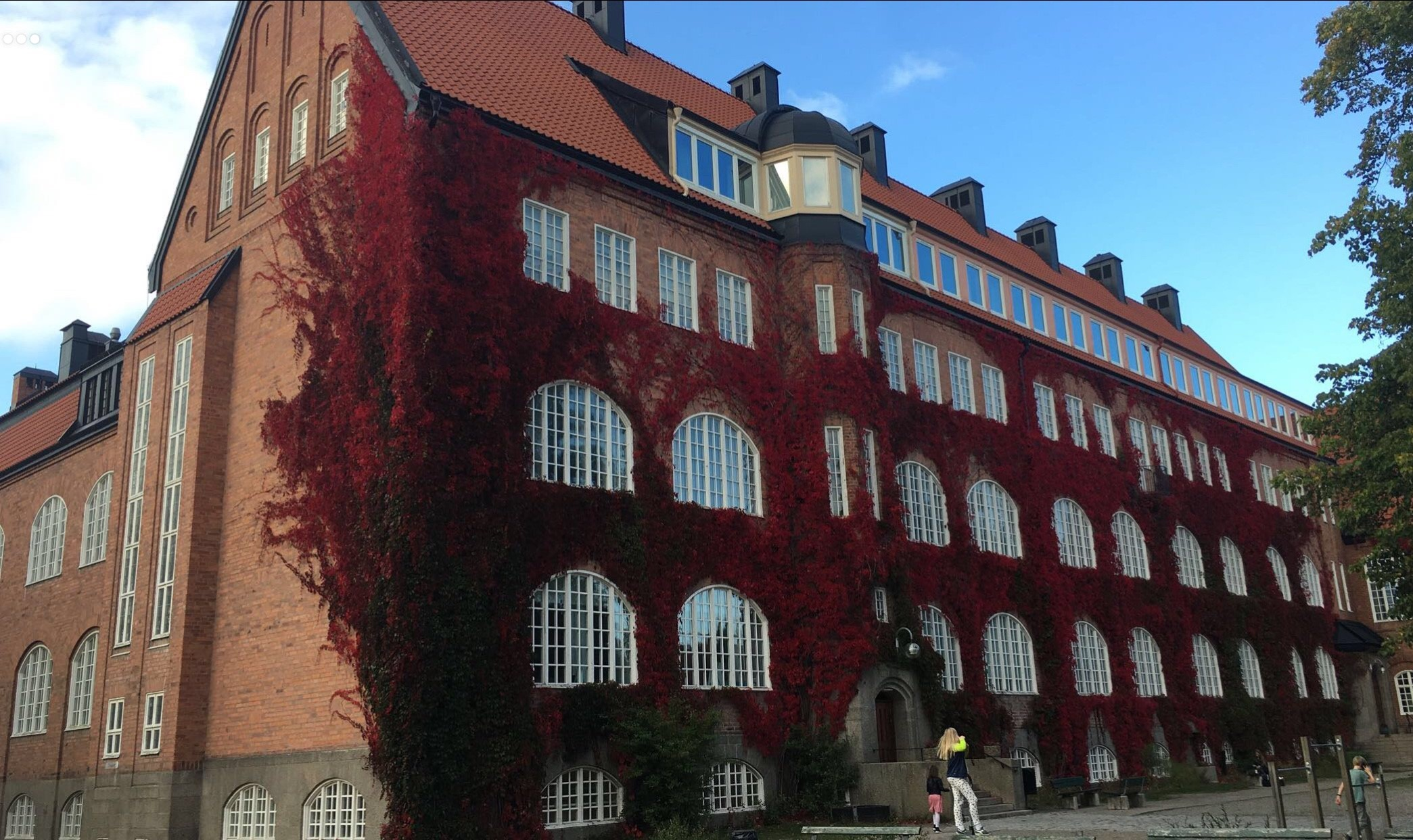
Skolbyggnaden i september 2017